# 822 Lalage
822 Lalage eller A916 GJ är en asteroid i huvudbältet, som upptäcktes den 31 mars 1916 av den tyske astronomen Max Wolf. Det är inte känt vad eller vem asteroiden namngavs efter.
Lalages förra periheliepassage skedde den 31 juli 2020.[Uppdatering behövs] Dess rotationstid har beräknats till 3,35 timmar